# Alliopsis aldrichi
Alliopsis aldrichi är en tvåvingeart som först beskrevs av Ringdahl 1934.  Alliopsis aldrichi ingår i släktet Alliopsis och familjen blomsterflugor. Arten är reproducerande i Sverige. Inga underarter finns listade i Catalogue of Life.